# Isla La Vaca
La Isla La Vaca o Isleta la Vaca (en italiano: Isola la Vacca o Isolotta la Vacca) es una pequeña isla en el archipiélago de Sulcis, en Cerdeña, parte del país europeo de Italia.
Situada en la desembocadura del Golfo de Palmas, consta de rocas volcánicas. Cuenta con un puerto pequeño orientado hacia el lado noreste, conectado por una escalera de piedra a la ruta que discurre por una cresta hasta una cumbre, donde hay un pequeño edificio.
Los arbustos fueron completamente destruidos por un incendio en 1901, limitándose a unos pocos arbustos regeneradas en la cumbre.